# Landet som icke är
Landet som icke är är en postum diktsamling och tillika en dikt i denna diktsamling av Edith Södergran, redigerad av Hagar Olsson och utgiven 1925.

## Bakgrund
Södergran har blivit ett av de största namnen inom modernistisk författarhistoria. Många av hennes verk har grundat sig på hennes personliga erfarenheter och har blivit kända för hennes beskrivningar där läsaren kan leva sig in och på så sätt förstå diktens innehåll. Hennes diktsamling Dikter, som publicerades 1916, blev inledningen på hennes karriär. Vid sexton års ålder fick hon diagnosen TBC som gjorde att hon fick sluta skolan. Dikten "Landet som icke är" grundar sig på hennes sjukdom och hennes längtan efter döden. Hon beskriver i dikten att hon via döden, som ändå ligger henne nära i tiden, åter ska få kontakt med sin redan döde älskare.

## Handling
Dikten handlar om diktjaget som på ett harmoniskt sätt längtar efter att döden ska inträffa. Livets begär och bekymmer har gjort mycket skada för diktjaget och personen ser döden som en hjälp att lossa en stor tyngd från sina axlar. I början av diktens andra hälft nämns "I landet som icke är" vilket tyder på att diktjaget nu nått sitt efterlängtade mål att komma till dödens rike. Huvudsyftet med denna begäran efter sin egen död är att träffa en redan död älskare. Denna forna älskare har även en mer givande tillvaro i detta döda stadium då författaren valt att på ett positivt sätt beskriva personernas tillvaro i dödsriket, som följande utdrag ur texten "där går min älskade med gnistrande krona". 

## Form och innehåll
Dikten består av 23 relativt korta rader med cirka 5–8 ord per rad.
Dikten får ett sammanhängande flöde då den skrivs i en berättande jag-form. Läsaren får följa diktjaget i två olika miljöer, när den är vid liv samt när den är död och letar efter sin älskare. Dikten är inte sammanhållen av rim och upprepningar mer än "landet" samt "landet som icke är" som är medelpunkter i textens handling och uppbyggnad. Dessa fraser nämns även med syftet att berätta hur långt diktjaget är kommit i sin vädjan efter lättnad.
Jag längtar till landet som icke är,

ty allting som är, är jag trött att begära.

Månen berättar mig i silverne runor

om landet som icke är.

Landet, där all vår önskan blir underbart uppfylld,

landet, där alla våra kedjor falla,

landet, där vi svalka vår sargade panna

i månens dagg.

Mitt liv var en het villa.

Men ett har jag funnit och ett har jag verkligen vunnit –

vägen till landet som icke är.

I landet som icke är

där går min älskade med gnistrande krona.

Vem är min älskade? Natten är mörk

och stjärnorna dallra till svar.

Vem är min älskade? Vad är hans namn?

Himlarna välva sig högre och högre,

och ett människobarn drunknar i ändlösa dimmor

och vet intet svar.

Men ett människobarn är ingenting annat än visshet.

Och det sträcker ut sina armar högre än alla himlar.

Och det kommer ett svar: Jag är den du älskar 

och alltid skall älska.

## Språk och stil
Följande exempel på stilfigurer går att identifiera i texten.
Besjälning: På tredje raden skrivs det, "Månen berättar mig i silverne runor...", samt "...stjärnorna dallra till svar". Symboler: "Landet som icke är" är en symbol för dödens "land" som diktjaget ser fram emot och även tillbringar sin tid genom diktens andra hälft. 

## Mottagande
I en recension i Hufvudstadsbladet 1925 beskrev Olof Enckell Landet som icke är som en stark och koncentrerad avslutning på Edith Södergrans diktargärning. Han lyfte fram diktverkets utvecklingslinje – från ungdomlig, melodisk längtan till kosmiska visioner och trotsig självhävdelse, för att i de sista dikterna återvända till ett lugnare, mer stilla uttryck präglat av dödslängtan och hemkomst. Enckell framhöll både poesins skörhet och styrka, och såg Södergran som en gåtfull och ensam diktens prinsessa, vars verk ofta varit missförstått av samtiden.